# Dobrzechów
Dobrzechów ist eine Ortschaft mit einem Schulzenamt der Gemeinde Strzyżów im Powiat Strzyżowski der Woiwodschaft Karpatenvorland in Polen.

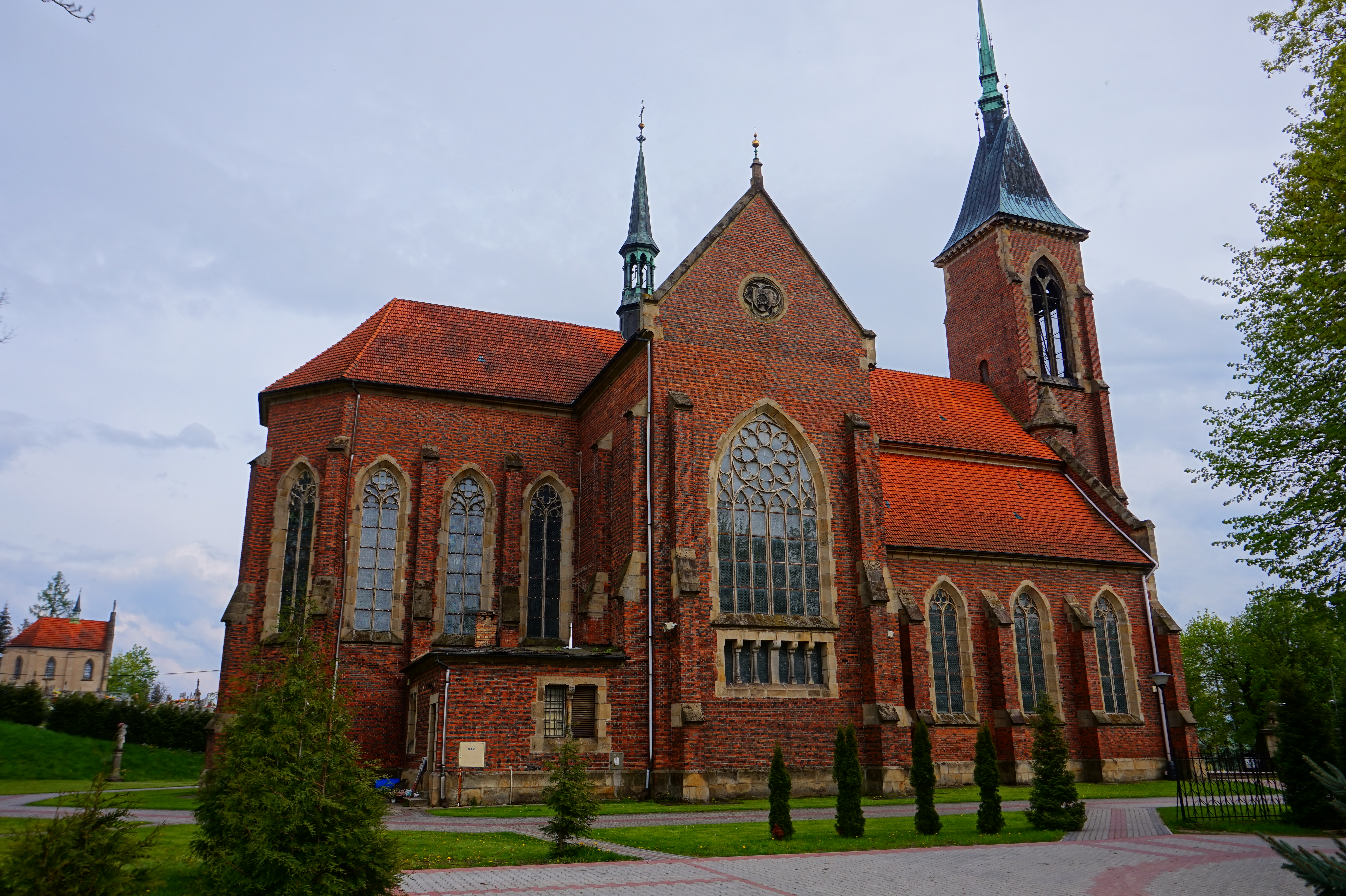
Ortskirche

## Geographie
Der Ort liegt am linken Ufer des Wisłoks. Die Nachbarorte sind die Stadt Strzyżów im Osten, Gbiska im Südosten, Wysoka Strzyżowska im Süden, Markuszowa im Südwesten, Tułkowice im Westen, sowie Grodzisko und Tropie im Norden.

## Geschichte
1185 wurde die Abtei der Zisterzienser in Koprzywnica von der Familie Bogoria gestiftet und mit zahlreichen Dörfern ausgestattet, darunter Dobrzechów und Lubla, die die ersten erstmals urkundlich erwähnten Orte der Siedlungskammer um Strzyżów waren. Dobrzechów war zumindest bis zur Mitte des 14. Jahrhunderts die wichtigste Ortschaft in der Umgebung (im späten 14. Jahrhundert wurde Strzyżów zur Stadt [Schildberg?] erhoben). 1325–1327 war es neben Czudec die einzige römisch-katholische Pfarrei am Wisłok im Dekanat Dębica zwischen Krosno und Rzeszów. Im Lebuser Stiftregister aus dem Jahr 1405 wurde der örtliche Schulz namens Bluczibor [Włościbor] als Besitzer von Szufnarowa in den Gütern von Kunice erwähnt.
Der besitzanzeigende Name ist vom niemals urkundlich erwähnten Personennamen Dobrzech abgeleitet (wahrscheinlich eine Verniedlichung des anderen Namens beginnenden mit Dobrz-). Dobrzechów war im Besitz der Zisterzienser bis zum 18. Jahrhundert.
Das Dorf gehörte zur Adelsrepublik Polen-Litauen, Woiwodschaft Sandomir, Kreis Pilzno. Bei der Ersten Teilung Polens kam Dobrzechów 1772 zum neuen Königreich Galizien und Lodomerien des habsburgischen Kaiserreichs (ab 1804).
Nach dem Ende des Ersten Weltkriegs und dem Zusammenbruch der Habsburgermonarchie kam Dobrzechów 1918 zu Polen. Unterbrochen wurde dies nur durch die deutsche Besetzung Polens im Zweiten Weltkrieg. Von 1975 bis 1998 gehörte Dobrzechów zur Woiwodschaft Rzeszów.